# Dària Dòmratxeva
Dària Uladzímirauna Dòmratxeva (en belarús: Дар’я Уладзіміраўна Домрачава, Darja Uładzimiraŭna Domračava; en rus: Да́рья Влади́мировна До́мрачева) (Minsk, Belarús 1986) és una biatleta belarussa, guanyadora de quatre medalles olímpiques.

## Biografia
Va néixer el 3 d'agost de 1986 a la ciutat de Minsk, capital en aquell moments de la República Socialista Soviètica de Belarús (Unió Soviètica) i, que avui dia és capital de Belarús. De joveneta es traslladà a Khanty-Mansi (Rússia), adoptant la nacionalitat belarussa el 2004.

## Carrera esportiva
Va iniciar la pràctica de l'esquí de fons el 1992 i el 1999 es passà al biatló.
Participà als 23 anys als Jocs Olímpics d'Hivern de 2010 realitzats a Vancouver (Canadà), on aconseguí guanyar la medalla de bronze en la prova individual femenina de 15 quilòmetres. En aquests mateixos Jocs finalitzà sisena en la prova de 12,5 km. amb sortida massiva, setena en la prova per equips i vuitena en la prova d'esprint de 7,5 km, per les quals guanyà un diploma olímpic.
En els Jocs Olímpics d'Hivern de 2014 realitzats a Sotxi (Rússia) aconseguí convertir-se en una de les reines de la competició al guanyar tres medalles d'or en les proves de persecució de 10 km, sortida massiva de 12.5 km i la prova individual de 15 km. Així mateix finalitzà cinquena en la prova de relleus per equips, aconseguint així un nou diploma olímpic.
Al llarg de la seva carrera esportiva ha guanyat sis medalles al Campionat del Món de biatló, entre elles dues d'or.

### Copa del Món
| Temporada | General                                     | General                                     | General                                     | esprint                                     | esprint                                     | esprint                                     | Persecució                                  | Persecució                                  | Persecució                                  | Individual                                  | Individual                                  | Individual                                  | Sortida massiva                             | Sortida massiva                             | Sortida massiva                             |
| Temporada | Carreres                                    | Pts                                         | Clas.                                       | Carreres                                    | Pts                                         | Clas.                                       | Carreres                                    | Pts                                         | Clas.                                       | Carreres                                    | Pts                                         | Clas.                                       | Carreres                                    | Pts                                         | Clas.                                       |
| --------- | ------------------------------------------- | ------------------------------------------- | ------------------------------------------- | ------------------------------------------- | ------------------------------------------- | ------------------------------------------- | ------------------------------------------- | ------------------------------------------- | ------------------------------------------- | ------------------------------------------- | ------------------------------------------- | ------------------------------------------- | ------------------------------------------- | ------------------------------------------- | ------------------------------------------- |
| 2006–07   | 16/27                                       | 297                                         | 22a                                         | 9/10                                        | 164                                         | 15a                                         | 6/8                                         | 125                                         | 15a                                         | 0/4                                         | –                                           | –                                           | 1/5                                         | 8                                           | 42a                                         |
| 2007–08   | 18/26                                       | 226                                         | 26a                                         | 10/10                                       | 124                                         | 18a                                         | 6/8                                         | 76                                          | 22a                                         | 0/3                                         | –                                           | –                                           | 2/5                                         | 26                                          | 34a                                         |
| 2008–09   | 23/26                                       | 776                                         | 7a                                          | 10/10                                       | 329                                         | 5a                                          | 6/7                                         | 214                                         | 8a                                          | 3/4                                         | 87                                          | 14a                                         | 4/5                                         | 146                                         | 7a                                          |
| 2009–10   | 22/25                                       | 770                                         | 6a                                          | 9/10                                        | 283                                         | 6a                                          | 5/6                                         | 199                                         | 4a                                          | 3/4                                         | 121                                         | 4a                                          | 5/5                                         | 140                                         | 8a                                          |
| 2010–11   | 26/26                                       | 862                                         | 6a                                          | 10/10                                       | 323                                         | 7a                                          | 7/7                                         | 252                                         | 5a                                          | 4/4                                         | 51                                          | 29a                                         | 5/5                                         | 236                                         | 1r                                          |
| 2011–12   | 26/26                                       | 1188                                        | 2a                                          | 10/10                                       | 471                                         | 2a                                          | 8/8                                         | 392                                         | 1a                                          | 3/3                                         | 116                                         | 3a                                          | 5/5                                         | 250                                         | 1a                                          |
| 2012–13   | 26/26                                       | 924                                         | 2a                                          | 10/10                                       | 351                                         | 2a                                          | 8/8                                         | 251                                         | 6a                                          | 3/3                                         | 122                                         | 3a                                          | 5/5                                         | 200                                         | 2a                                          |
| 2013–14   | 20/22                                       | 793                                         | 3a                                          | 8/9                                         | 254                                         | 3a                                          | 7/8                                         | 296                                         | 3a                                          | 2/2                                         | 92                                          | 2a                                          | 3/3                                         | 151                                         | 1a                                          |
| 2014–15   | 25/25                                       | 1092                                        | 1a                                          | 10/10                                       | 416                                         | 1a                                          | 7/7                                         | 347                                         | 2a                                          | 3/3                                         | 139                                         | 2a                                          | 5/5                                         | 206                                         | 3a                                          |
| 2015–16   | No hi pren part per patir una mononucleosis | No hi pren part per patir una mononucleosis | No hi pren part per patir una mononucleosis | No hi pren part per patir una mononucleosis | No hi pren part per patir una mononucleosis | No hi pren part per patir una mononucleosis | No hi pren part per patir una mononucleosis | No hi pren part per patir una mononucleosis | No hi pren part per patir una mononucleosis | No hi pren part per patir una mononucleosis | No hi pren part per patir una mononucleosis | No hi pren part per patir una mononucleosis | No hi pren part per patir una mononucleosis | No hi pren part per patir una mononucleosis | No hi pren part per patir una mononucleosis |
| 2016–17   | 16/26                                       | 394                                         | 24a                                         | 6/9                                         | 135                                         | 21a                                         | 6/9                                         | 161                                         | 19a                                         | 2/3                                         | 42                                          | 26a                                         | 2/5                                         | 56                                          | 29a                                         |